# TIROS-3
TIROS-3 (ou TIROS-C) foi um satélite meteorológico estabilizado por rotação. Foi o terceiro de uma série de Satélites de Observação Infravermelha de Televisão.

## Lançamento
O TIROS 3 foi lançado em 12 de julho de 1961, por um foguete Thor-Delta da Estação da Força Aérea de Cabo Canaveral, Flórida. A espaçonave funcionou nominalmente até 22 de janeiro de 1962. O satélite orbitava a Terra uma vez a cada 98 minutos, com uma inclinação de 47,9°. Seu perigeu foi de 742 quilômetros (401 nmi) e o apogeu foi de 812 quilômetros (438 nmi).

## Missão
O satélite tinha a forma de um prisma direito de 18 lados, 107 cm de diâmetro e 56 cm de altura. A parte superior e as laterais da espaçonave foram cobertas com aproximadamente 9.000 células solares de silício de 1 por 2 cm. O TIROS 3 foi equipado com dois subsistemas de câmeras de televisão independentes para tirar fotos de nuvens, além de um radiômetro de baixa resolução de dois canais, um radiômetro omnidirecional e um radiômetro de varredura infravermelha de cinco canais. Todos os três radiômetros foram usados para medir a radiação da Terra e sua atmosfera.
A taxa de rotação do satélite foi mantida entre oito e doze rpm pelo uso de cinco pares diametralmente opostos de pequenos propulsores de combustível sólido. O eixo de rotação do satélite pode ser orientado com precisão de 1 a 2 graus pelo uso de um dispositivo de controle magnético que consiste em 250 núcleos de fio enrolados em torno da superfície externa da espaçonave. A interação entre o campo magnético induzido na espaçonave e o campo magnético da Terra forneceu o torque necessário para o controle de altitude. O sistema de controle de voo também otimizou o desempenho das células solares e câmeras de TV protegeu o radiômetro infravermelho de cinco canais da exposição prolongada à luz solar direta. A espaçonave funcionou normalmente até agosto de 1961, quando o radiômetro de varredura começou a falhar. O desempenho foi esporádico até 23 de janeiro de 1962. Foi desativado em 28 de fevereiro de 1962.

## Galeria

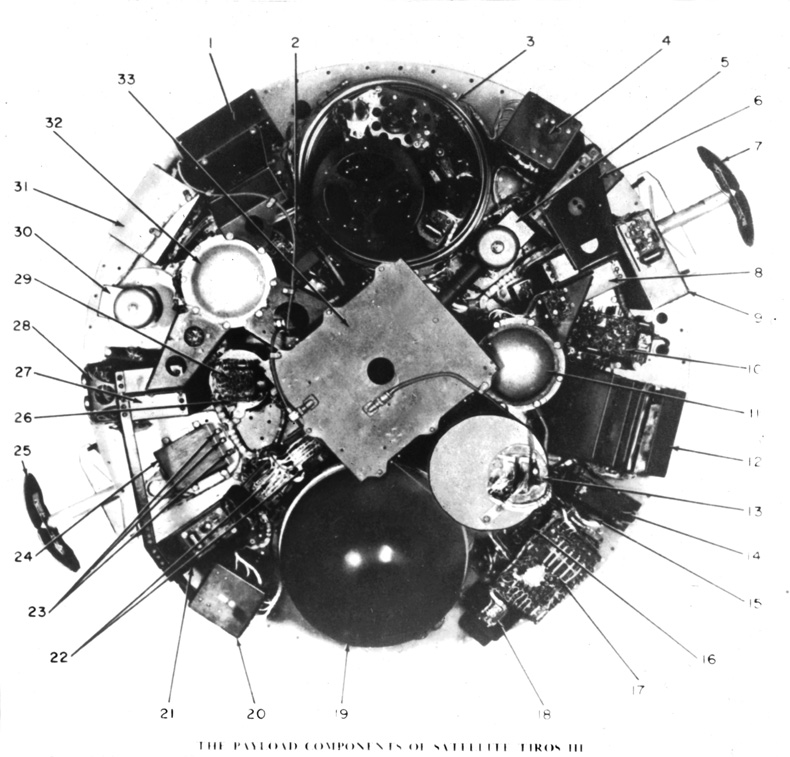
Principais componentes do TIROS-3
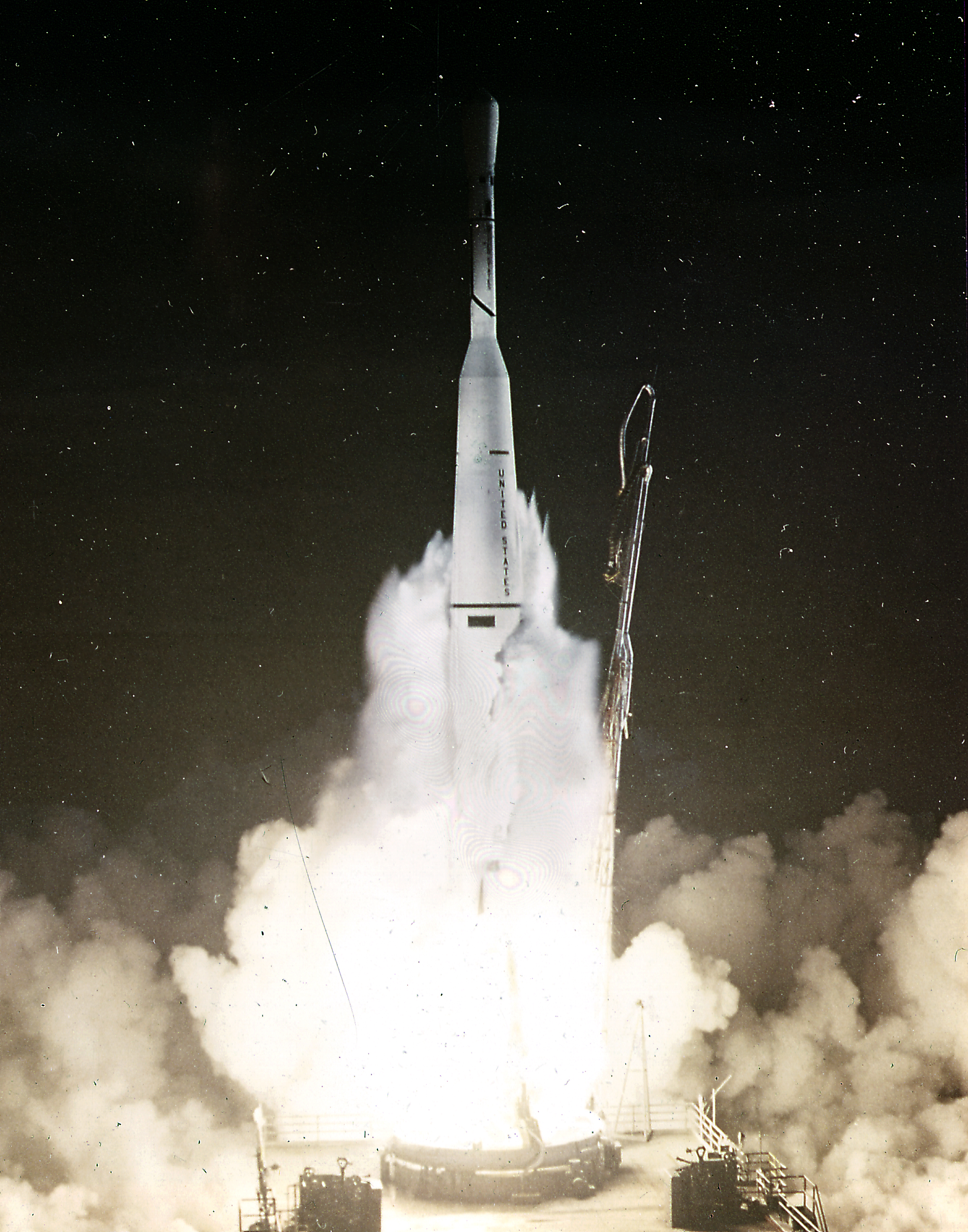
Lançamento do TIROS-3
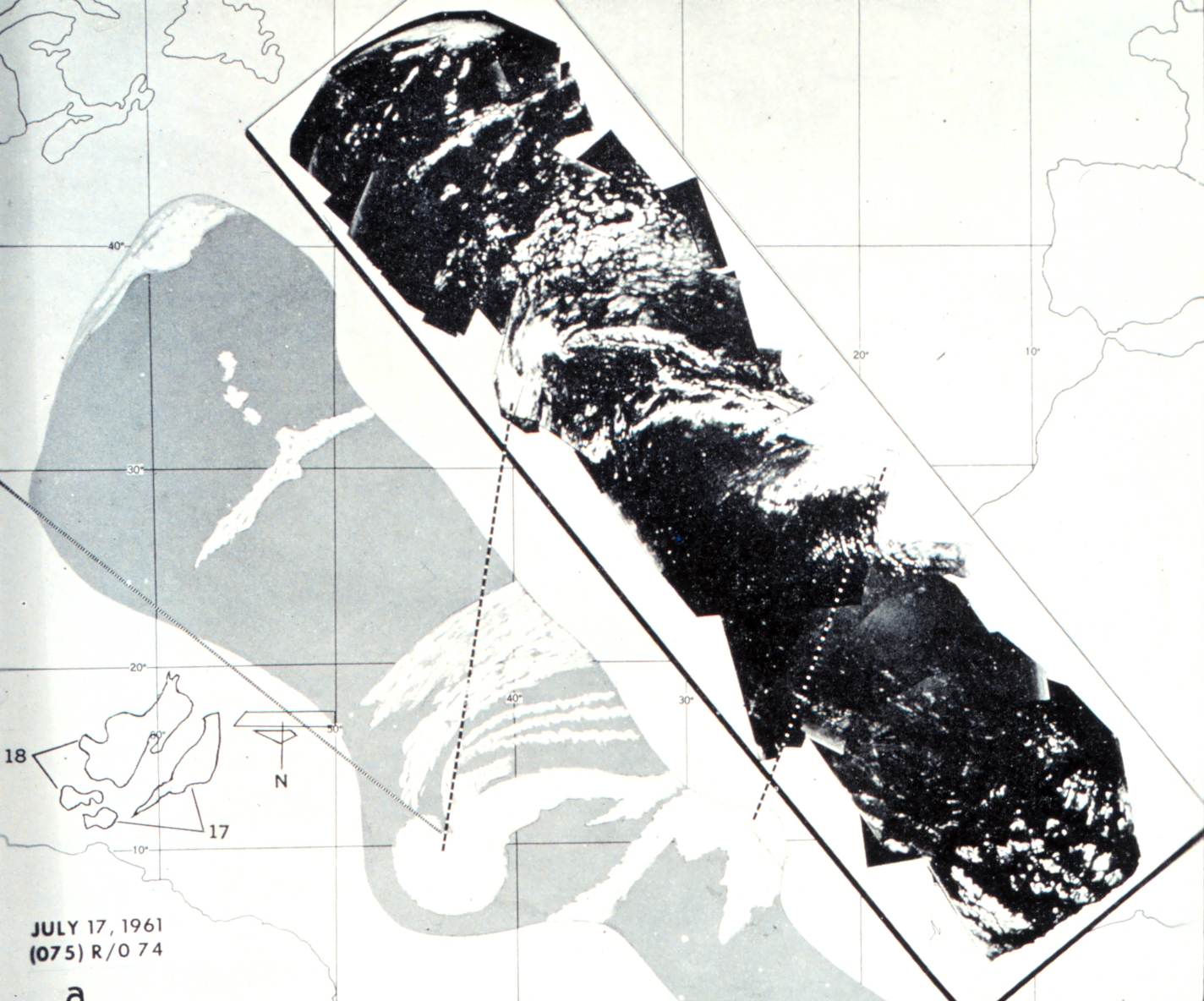
Composto de imagens do TIROS-3. A massa principal de nuvens mais tarde se desenvolveu no Furacão Anna (17 de julho de 1961)
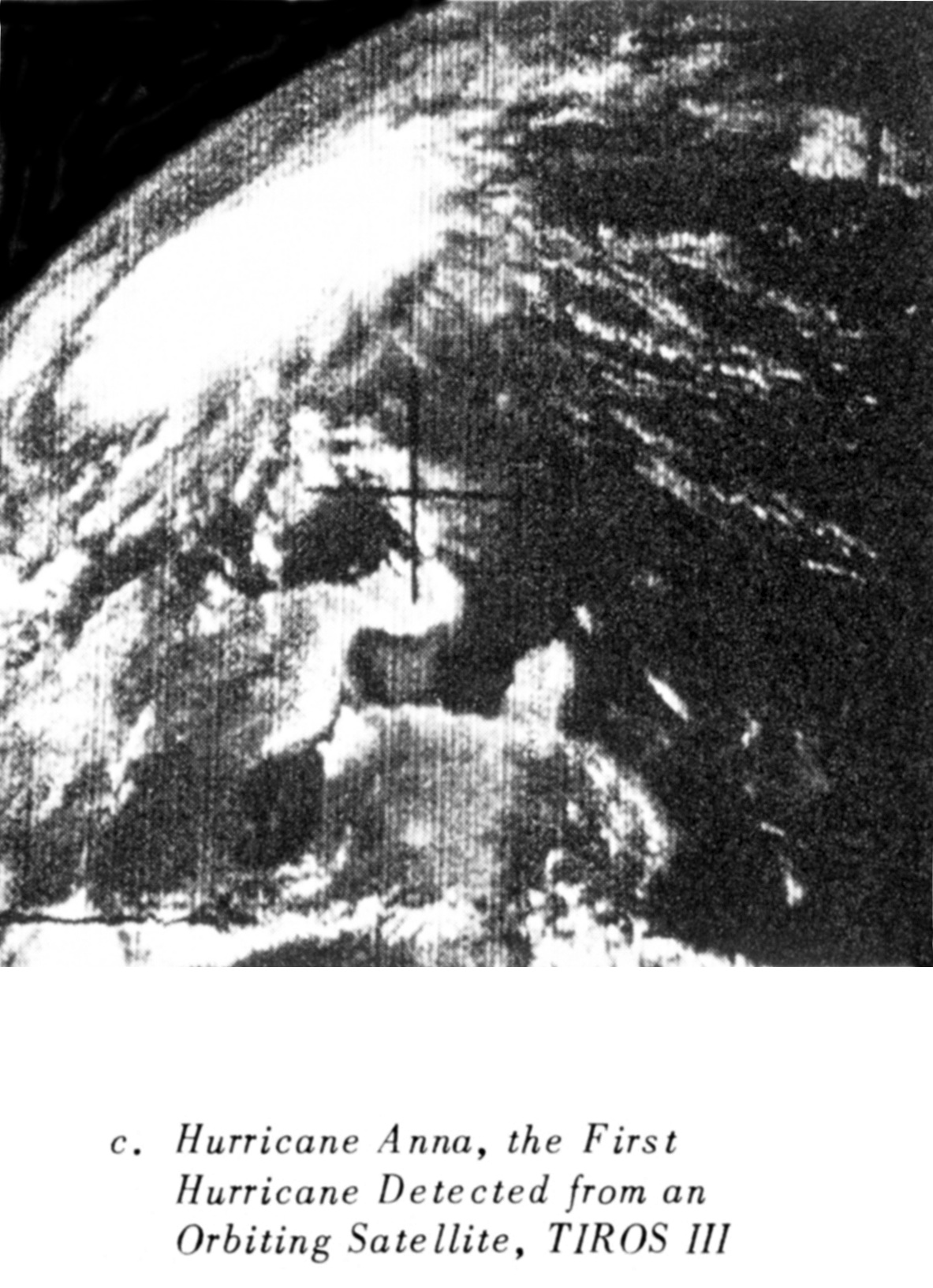
Hurricane Anna pelo TIROS-3 (Julho de 1961)
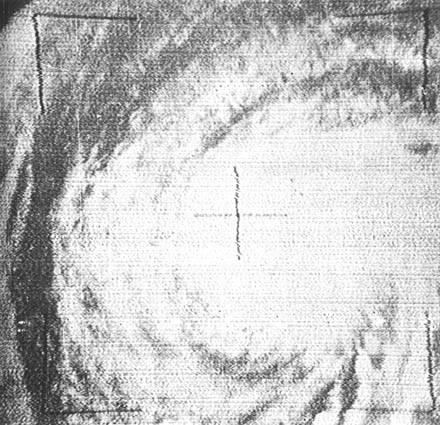
Hurricane Esther pelo TIROS-3 (10 de setembro de 1961)
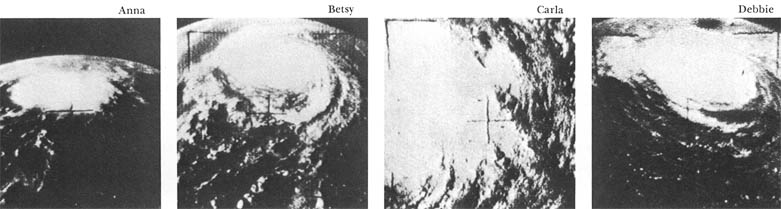
Imagens de furacões pelo TIROS-3